# Krzysztof Birula-Białynicki
Krzysztof Birula-Białynicki [výsl. přibližně křištof birula-bjauinicki] (15. srpna 1944 Vilnius – 30. ledna 2014 Lodž) byl polský hokejový útočník. 

## Hráčská kariéra

### Klubová kariéra
V polské lize hrál za tým ŁKS Łódź (1961-1975). Dále hrál v Itálii za SG Cortina (1975-1977), HC Diavalo (1977-1978) a SG Brunico (1978-1979). V polské lize nastoupil ve 327 utkáních a dal 287 gólů.

### Reprezentační kariéra
Polsko reprezentoval na olympijských hrách v roce 1972 a na 7 turnajích mistrovství světa v letech 1965, 1966, 1967, 1969, 1970, 1971 a 1973. Celkem za polskou reprezentaci nastoupil v letech 1965-1973 ve 119 utkáních a dal 50 gólů.